# بني العروس
بني العَرُوس أو ابن عروس أو (نقحرة: بيناروس) (بالإسبانية: Vinaroz)‏ (بالفالنسية:Vinaròs)، هي إحدى بلديات مقاطعة قسطلونة التي تقع في منطقة بلنسية، في شرق إسبانيا.
يبلغ عدد سكانها 26.251 نسمة وفقاً لإحصائية سنة (2006).

## أعلام
- خوسيه لويس باليستر
- كارلز سانتوس
- جوردي بابلو ريبوليس